# Naufragio di Cutro
Il naufragio di Cutro è stato un sinistro marittimo avvenuto nella notte tra il 25 e il 26 febbraio 2023 a un caicco partito dalla Turchia e carico — secondo le testimonianze — di almeno 180 migranti. Il natante si arenò su una secca a poche decine di metri dalla costa di Steccato di Cutro, nei pressi della foce del fiume Tacina. L’impatto con la secca espose l’imbarcazione già in difficoltà di navigazione alla violenza delle onde del mare tra forza 4 e forza 5, che rovesciarono e distrussero il natante.
A soccorrere per primi i naufraghi furono due pescatori del luogo, che sentirono il frastuono del disastro e le grida di chi era in difficoltà e allertarono i carabinieri e altra gente del luogo per correre in aiuto. Nel buio più completo e al gelo della notte, i volontari e i carabinieri salvarono chi era ancora vivo, cominciando a estrarre dall’acqua numerosi corpi senza vita spinti verso la riva dalla violenza delle onde.
Alle prime ore dell’alba il bilancio appariva già drammatico: il caicco sbriciolato veniva trasportato dalla risacca e decine erano già i corpi distesi sulla sabbia e coperti da sudari bianchi; intanto, era scattata un'imponente macchina di ricerca e salvataggio di altri eventuali superstiti, oltre ai 54 già recuperati, ma il mare molto mosso continuava a restituire di ora in ora cadaveri di uomini, donne e bambini.

## La conferenza stampa successiva al naufragio
Nel pomeriggio dello stesso 26 febbraio, mentre si chiarivano le enormi dimensioni della sciagura ma non le sue circostanze, giungeva in Calabria il ministro dell’Interno Matteo Piantedosi che, visitato il luogo del disastro, convocava una conferenza stampa nella Prefettura di Crotone.
In quella sede il ministro fece cenno ad una segnalazione pervenuta da Frontex troppo vaga per capire se fosse necessaria un’attività di soccorso e affermò che quanto era successo era conseguenza della “precarietà con cui era stata organizzata la traversata”, puntando il dito contro trafficanti e scafisti senza scrupoli che il Governo era impegnato a combattere. A ciò si erano aggiunte, secondo il ministro, le condizioni proibitive del mare che avevano impedito di raggiungere l’imbarcazione e di prestare eventuali soccorsi. Ciò, secondo Piantedosi, portava a concludere che l’unico modo per evitare il ripetersi di nuove tragedie era portare al mondo il messaggio che “non bisogna partire”. Poi, incalzato da domanda specifica del giornalista locale Bruno Palermo, il ministro dichiarava che neppure la disperazione giustificava la necessità di attraversare il mare, lasciando trasparire un'attribuzione di responsabilità agli stessi migranti che avevano preferito fuggire anziché lottare per il riscatto della propria terra.
Le dichiarazioni del ministro accesero polemiche infuocate. Nonostante le accuse di insensibilità e inumanità, il ministro rincarò la dose confermando il giorno dopo, mentre il numero delle vittime continuava a salire, che la disperazione non poteva “mai giustificare viaggi che mettono in pericolo i propri figli”.

## La camera ardente al Palamilone
Nel frattempo, al Palamilone di Crotone veniva allestita la camera ardente con 67 feretri, tra cui alcune bare bianche riservate ai bambini, uno dei quali – il 46º corpo recuperato – di pochissimi mesi. Davanti al palazzetto dello sport sostavano centinaia di persone in raccoglimento e l’aiuola antistante diventava un sacrario dove portare fiori, lasciare messaggi, accendere lumi, mentre i parenti delle vittime cominciavano ad arrivare da tutta Europa per il riconoscimento delle salme. Una fila interminabile di persone diede omaggio alle salme. Tra le tante autorità, in visita privata, anche il Presidente della Repubblica Sergio Mattarella, accompagnato dal Prefetto di Crotone.

## La ricostruzione dell'incidente e le polemiche
Le polemiche, intanto, non accennavano a placarsi. La ricostruzione ufficiale dei fatti sostenuta dal ministro Piantedosi era la seguente. Nella serata del 25 febbraio un velivolo Frontex aveva lanciato una segnalazione di un natante a 40 miglia dalla costa calabrese che non appariva in difficoltà. La segnalazione era vaga sul numero di persone a bordo, tanto che non era stato aperto un evento SAR (Search And Rescue) né erano arrivate dal natante richieste di soccorso. Due unità della Guardia di Finanza erano comunque partite per i controlli di polizia previsti dal protocollo, mentre il velivolo Frontex era stato costretto a rientrare perché a corto di carburante. Le unità della Guardia di Finanza, tuttavia, non riuscivano a raggiungere l’imbarcazione per le pessime condizioni del mare ed erano costrette a rientrare perdendo di vista il caicco.
Tale ricostruzione dei fatti, a detta delle opposizioni e di molti esperti, presentava molte lacune e da più parti si adombrava il sospetto che il sistema dei soccorsi non fosse scattato per ragioni che rimanevano poco chiare o che si volevano tenere nascoste. Le opposizioni insistevano perché il ministro riferisse alle Camere e cominciarono a rincorrersi voci di dimissioni.
Mentre cresceva, con lo stillicidio dei corpi restituiti dal mare, la rabbia e l’indignazione dell’opinione pubblica, la Procura della Repubblica di Crotone annunciò di aver aperto una seconda indagine, dopo quella relativa agli scafisti, sugli eventuali errori e omissioni nella catena di comando.
A quel punto la stessa Presidente del Consiglio Giorgia Meloni, chiamata anche in causa da una lettera aperta del Sindaco di Crotone Vincenzo Voce che le rimproverava la totale assenza in una vicenda così terribile, ruppe il silenzio da Abu Dhabi – dove era in visita ufficiale – sposò in toto la versione del ministro dell’Interno Piantedosi e annunciò che il Governo avrebbe tenuto proprio a Cutro il Consiglio dei Ministri per approvare nuove norme sull’immigrazione.
Il 7 e l’8 marzo il ministro Piantedosi riferì alle Camere confermando l’impianto dei fatti, escludendo ogni ipotesi di responsabilità delle forze impegnate nei soccorsi e addebitando la tragedia a una manovra errata degli scafisti. Tuttavia, anche in questa sede, secondo le opposizioni, apparivano evidenti lacune nella ricostruzione dei fatti: in particolare, emergeva un buco informativo di almeno quattro ore tra il tentativo andato a vuoto della Guardia di Finanza e il momento in cui, effettivamente, veniva lanciato l’allarme dai pescatori di Steccato. Alla vigilia del Consiglio dei Ministri straordinario convocato a Cutro per il 9 marzo, molte delle domande sul mancato intervento della Guardia Costiera restavano dunque senza risposta.
Sempre l’8 marzo si diffuse a Crotone la voce che i 71 feretri presenti al Palamilone sarebbero stati trasferiti in blocco entro quella giornata al cimitero musulmano di Bologna. La decisione, assunta unilateralmente dal ministero dell’Interno, scatenò la plateale reazione di protesta dei parenti delle vittime, che si distesero sul selciato antistante il palazzetto bloccando il traffico. La decisione rientrò in serata per intercessione del sindaco di Crotone, Vincenzo Voce, ma molti parenti dormirono nel palazzetto accanto alle bare dei propri cari per paura che i feretri fossero spostati con il favore della notte.

## Il Consiglio dei Ministri a Cutro e la successiva conferenza stampa
In questo clima, il Governo giunse nel pomeriggio del 9 marzo a Cutro, protetto da imponenti misure di sicurezza La piazza si divise tra contestatori e sostenitori. Il Governo fu ricevuto con tutti gli onori dalle autorità locali, fatta eccezione per il sindaco di Crotone, non invitato malgrado il forte coinvolgimento della città nella tragica vicenda. Giorgia Meloni scoprì una targa di marmo in memoria delle vittime che riportava una frase pronunciata da Papa Francesco all’Angelus della domenica precedente e una dichiarazione di impegno del Governo nella lotta ai trafficanti di esseri umani. Venne quindi approvato un decreto legge che inaspriva le pene nei confronti dei trafficanti e apportava modifiche alle norme sull’immigrazione.
Al termine del Consiglio dei Ministri, la Presidente Meloni, i vice Presidenti Antonio Tajani e Matteo Salvini, e i ministri Matteo Piantedosi e Carlo Nordio si ritrovarono nel chiostro interno del Municipio di Cutro per l’annunciata conferenza stampa.
Gli esponenti di Governo illustrarono il tenore dei provvedimenti approvati, ribadendo ancora una volta la politica perseguita nel contrasto all’immigrazione clandestina, che grazie al decreto appena approvato consentiva ora – affermò la Presidente Meloni - di cercare e perseguire i trafficanti su “tutto il globo terracqueo”. Tuttavia, quando i giornalisti locali intervennero fuori dal programma per incalzare la Presidente sulla ricostruzione lacunosa dei fatti, Giorgia Meloni andò in confusione mostrando scarsa conoscenza della vicenda, approssimazione e imbarazzo. Alla fine della conferenza, richiesta sulle ragioni per cui non era andata a Crotone a rendere omaggio alle vittime ancora al Palamilone (a sedici chilometri di distanza), la Presidente mostrò ancora grave imbarazzo, dicendo che avrebbe invitato i parenti a Palazzo Chigi.

## Manifestazioni di massa di cordoglio e solidarietà
Il 5 marzo migliaia di cittadini provenienti da tutti i centri limitrofi parteciparono a Steccato di Cutro a una Via Crucis interconfessionale in memoria delle vittime organizzata dall'arcidiocesi di Crotone-Santa Severina, alla quale partecipò anche la comunità musulmana guidata dall’Imam di Cutro. La croce era stata appena costruita da un artigiano di Le Castella utilizzando pezzi del relitto. La lunga processione, con meditazioni inedite dedicate al naufragio, partì dalla piazza della frazione marina e si concluse sulla spiaggia a poche centinaia di metri dal luogo del naufragio con una preghiera collettiva.
L’11 marzo i sindacati e le organizzazioni del terzo settore convocarono a Steccato di Cutro una manifestazione nazionale per chiedere di fermare le tragedie in mare. La piccola frazione marina si ritrovò ancora inondata da una marea di persone provenienti da ogni parte d'Italia, che concluse il lungo corteo sulla spiaggia, disseminata di croci e di fiori in memoria delle vittime.
Il 25 marzo, dopo l'inaugurazione di una stele commemorativa nella piazza centrale di Steccato, l'Orchestra sinfonica della Calabria diretta dal maestro Alberto Veronesi ha eseguito nella chiesa dell'Annunziata di Cutro lo "Stabat Mater" di Giovanni Battista Pergolesi, in ricordo della tragedia.
Il 26 marzo, a un mese dal naufragio, si è tenuto a Steccato di Cutro un raduno di artisti convocato dal drammaturgo e regista Giancarlo Cauteruccio che hanno dato luogo ad una manifestazione artistica composita in memoria delle vittime del naufragio.
Il 9 aprile è stato pubblicato Quale umanità, un instant book scritto da Vincenzo Montalcini, direttore di CrotoneNews, che ripercorre tutte le tappe delle catastrofe e le storie di grande solidarietà nate con la drammatica vicenda. Il ricavato delle vendite è interamente devoluto alla ONG Emergency.
Nel 2024 Giuseppe Lavorato, figura storica della sinistra calabrese e sempre vicino ai migranti, decide di donare i proventi dei diritti di autore del suo ultimo libro ai familiari delle vittime del Naufragio di Cutro.

## Le Indagini
Il 28 febbraio 2023, la polizia italiana aveva arrestato un uomo turco e due cittadini pakistani per traffico di esseri umani. Tuttavia, con il trascorrere dei giorni, cominciavano ad emergere – anche grazie al lavoro svolto dalla difesa dei parenti delle vittime - sempre più evidenti falle nella catena di comando, secondo l’Ammiraglio Vittorio Alessandro dovute all’interposizione di un filtro al sistema del soccorso, nei fatti gestito dalla Guardia di Finanza. Spuntò una direttiva emessa dal ministro Salvini che intimava a rispettare vecchie norme, introdotte nel 2005 ma rimaste inattuate fino al 2018 perché in contrasto con le normative internazionali: tali regole davano priorità alle operazioni di polizia rispetto alle esigenze di salvataggio.
Il 19 marzo il quotidiano "La Repubblica” pubblicava in esclusiva un'annotazione sul giornale delle operazioni del 25 febbraio dell’ufficiale di turno della Guardia di Finanza che smentiva clamorosamente la versione dei fatti sostenuta con forza da tutti gli esponenti di Governo: da tale documento – contrariamente a quanto sostenuto sin dalle prime ore dal ministro Piantedosi – si evinceva che il velivolo Frontex aveva segnalato subito la presenza di numerose persone a bordo, tanto che l’ufficiale – compresa la situazione, aveva annotato immediatamente che il natante portava migranti. Tale situazione, benché conosciuta anche dalla Guardia Costiera, rimase senza conseguenze: nessuno avviò il soccorso e si decise di aspettare che l’imbarcazione arrivasse nelle acque territoriali senza avviare né alcuna ricerca né alcun soccorso.
Il 21 marzo, durante un'audizione alla Commissione Libe del Parlamento Europeo, Hans Leijtens, direttore esecutivo di Frontex, dichiara che "la decisione se far intervenire la Guardia di Finanza o istituire un'operazione SAR spettava all'Italia".
Nel frattempo, l’incidente probatorio contro i presunti scafisti - una sorta di anticipazione del processo necessaria per sentire i superstiti che potrebbero rendersi irreperibili - ha fatto emergere altri particolari utili a ricostruire l’apparente inadeguatezza dei soccorsi. Le domande dei difensori dei familiari delle vittime (gli avvocati Francesco Verri, Luigi Li Gotti, Mitja Gialuz e Vincenzo Cardone) ha permesso di stabilire che due migranti sono stati salvati in mare dalla Guardia Costiera alle 6:50, e cioè due ore e 50 minuti dopo la tragedia, avvenuta alle 4:00. Con loro c’era un bambino, morto per ipotermia dopo un’ora dallo schianto. Inoltre, i sopravvissuti hanno raccontato che alle 4:30 in spiaggia non c’era ancora nessuno ad eccezione dei pescatori. Queste notizie risultano confermate dalle relazioni dei Carabinieri e della Guardia Costiera sui tragici fatti del 26 febbraio. In effetti, la pattuglia dei Carabinieri è giunta sulla spiaggia alle 4:37 mentre la Guardia Costiera è arrivata via terra alle 5:35 e via mare alle 6:50. 
Gli avvocati dei familiari delle vittime hanno denominato il processo ‘D26’ (da domenica 26) ispirandosi al noto processo ‘V13’ sui fatti di Parigi (Bataclan, locali circostanti, Stade de France) raccontato anche da Emmanuel Carrère nel libro omonimo. 
Il 26 maggio, a tre mesi di distanza dal naufragio, il quotidiano "La Repubblica" ha annunciato una svolta nelle indagini dopo aver parlato con il Procuratore della Repubblica di Crotone, Giuseppe Capoccia. Nello stesso articolo si riportano le dichiarazioni dell'avvocato Francesco Verri sulle intenzioni del pool di avvocati che difende i familiari delle vittime di presentare anche un ricorso alla Corte europea dei diritti dell'uomo per la violazione, irrimediabile per mezzo di ricorsi nazionali, del diritto alla vita dei migranti. Uno dei presupposti è la raccomandazione della Commissaria per i diritti umani del Consiglio d'Europa rivolta ai Paesi europei nel 2019 perché considerino in pericolo una barca che trasporta migranti sin da quando lascia le coste da cui parte e non solo se sta affondando.  
Il 1º giugno i pubblici ministeri di Crotone hanno ordinato la perquisizione degli uffici della Guardia di Finanza di Vibo Valentia e di Taranto. Il decreto svela che nel procedimento ci sono al momento sei  indagati, tre finanzieri e tre ancora coperti da omissis. Nelle stesse ore, al termine di un’inchiesta supportata da Lighthouse Reports, alcuni giornali nazionali e internazionali hanno dimostrato, pubblicando i documenti, che Frontex la sera del 25 febbraio aveva comunicato l’avvistamento di ‘una barca con possibili migranti’, senza lasciare quindi il proprio messaggio alle interpretazioni.
Il 3 settembre 2024 vengono pubblicate le intercettazioni delle chat tra Guardia di Finanza e Guardia Costiera.

## Il tragico bilancio
Al 16 aprile il bilancio era di 94 morti accertati, oltre a un numero imprecisato di dispersi. Secondo i rapporti ufficiali 34 vittime sono uomini, 26 sono donne e 34 minori; di questi 21 sono maschi e 13 femmine (31 sotto i 14 anni e 3 sopra i 14 anni). Al 24 marzo 78 salme erano state trasferite: 43 in Afghanistan, 11 in Germania, 14 a Bologna, 1 è stata sepolta a Crotone, 1 in Finlandia, 6 in Pakistan, 1 in Iran, 1 in Tunisia. Restavano da trasferire 11 salme, di cui 7 non identificate (4 adulti e tre bambini); tra le quattro identificate, due non erano state reclamate (una delle quali di un neonato), le altre due invece erano in procinto di essere trasferite in Palestina ed Afghanistan. Il 16 aprile sei salme non identificate o non reclamate sono state sepolte a Cutro, il cui Sindaco aveva dato la disponibilità per riservare uno spazio a un cimitero musulmano.
Tra le vittime, Shahida Raza, un'ex giocatrice di hockey su prato pakistana, e la giornalista afgana Torpekai Amarkhel, attivista dei diritti umani per l'Onu.
Allo stato 54 dei sopravvissuti sono stati identificati come afghani, 3 pakistani, un siriano, un tunisino e un palestinese.

## Reazioni internazionali
- Città del Vaticano: Papa Francesco ha detto che stava "pregando per tutti coloro che sono stati coinvolti nel naufragio" nel suo discorso domenicale in piazza San Pietro.[36]
- Unione europea: La Presidente della Commissione Europea Ursula Von Der Leyen si diceva "profondamente addolorata per il terribile naufragio al largo della Calabria". Il Presidente del Consiglio Europeo Charles Michel si diceva addolorato e "un forte richiamo alla necessità di trovare soluzioni praticabili per la gestione della migrazione e per combattere il traffico di migranti". La Presidente del Parlamento Europeo Roberta Metsola si è detta "arrabbiata e affranta per la tragedia al largo di Cutro. Un altro naufragio che miete la vita ai bambini, a donne e uomini".

(Materiale da Viaggio. Anonimo 2023)